# トルコの政党
トルコの政党では、トルコ共和国における政党について説明する。

## 概要
トルコにおける政党制度は、1982年制定の現行憲法で規定された複数政党制に基づく。1970年代の多党乱立を反省して制定された、1983年制定の国会議員選挙法(Milletvekili Seçimi Kanunu)では、政局の安定化を目的として、得票率の全国平均が10%に満たない政党は議席を獲得できない規定が設けられており、近年の総選挙では、得票率の上位2党ないし3党（2002年の公正発展党・共和人民党、2007年の公正発展党・共和人民党・民族主義者行動党）が地滑り的に勝利を収め、議席を寡占する状態が続いている。
トルコにおける政党のイデオロギー的傾向は、中道左派（世俗主義の堅持と大きな政府）、中道右派（世俗体制下でのイスラム教への寛容と自由経済）、保守（トルコ民族主義、親イスラーム）の3大勢力に大別され、近年の総選挙ではそれぞれ、25～30%、50～30%、10～20%の支持を集めている。このほか、少数ではあるが、社会主義・共産主義を唱える革新勢力、親クルド、親アレヴィのマイノリティ政党も存在する。
トルコにおける政党は、一般的に、カリスマ的リーダーの公式、非公式の指導により求心力を維持しているとみられており（共和人民党のエジェヴィト、公正党、正道党のデミレル、祖国党のオザル、国民救済党、福祉党のエルバカン等）、死亡、引退、政治活動の禁止などの理由でリーダーが交替することで、政党の勢力が大きく左右される傾向にある。
各政党の支持層は、地理的な偏在が認められ、西部（イスタンブール、エーゲ海沿岸部、地中海沿岸部）で、世俗主義を擁護する中道左派の勢力が強い一方、東部（アンカラ、内陸アナトリア、黒海東部、東部アナトリア）では、中道右派、親イスラーム政党への支持が強い。また、クルド人が多数派を占める東部アナトリアと南東アナトリアでは、親イスラーム政党、親クルド政党の支持率が高い反面、これに隣接する地域では、反クルドのトルコ民族主義政党の支持層も多くみられる。
また、郡部では、伝統的に中道右派、保守の勢力が強い反面、大都市部では、特に中間層以上の階層で伝統的に中道左派への支持が強い。しかしながら、近年ではいずれの地方、社会階層に対しても、イスラーム系政党への支持が浸透しており、1995年総選挙での福祉党、2002年総選挙での公正発展党の躍進に繋がっている。

## 歴史

### 第二次立憲制期の政党活動
トルコにおける政党政治が成立したのは、青年トルコ人革命により政権に就いた結社「統一と進歩委員会」（İttihat ve Terakki Cemiyeti、以下、「統一派(İttihatçı)」と呼称）が、政党として選挙に参加し、議会を通して政権への影響力を行使したことに始まる。
革命直後の1908年に実施された30年ぶりの総選挙では、革命を主導した統一派が勝利し、議会第一党となった。一方、青年トルコ人勢力の多数派であった地方分権派は、プレンス・サバハッティンが率いるオスマン自由党（Osmanlı Ahrar Fırkası）を結成し、総選挙に参加したが、これに敗北した。自由党支持者らは、1909年に反統一派の蜂起を行ったが、第三軍司令官マフムート・シェヴケト・パシャの支援を受けた統一派に鎮圧された（「3月31日事件」）。
統一派は、自派に近い高級官僚や将軍を大宰相に据え、閣外から政府への影響を行使しようとしたが、統一派が推進した一連の中央集権化政策への反発が強まると、プレンス・サバハッティン派を中心とする反対派各勢力が合同して、1911年11月に「自由連合党」（Hürriyet ve İtilaf Fırkası）を結成し、統一派政権に揺さぶりをかけた。統一派は、翌1912年に議会を解散し、選挙干渉で議席を死守したが、反統一派の高級官僚や有力パシャらと統一派の対立は深まり、統一派は政権から排除された。
バルカン戦争の勃発により、政権の動揺が強まると、1913年1月に統一派のエンヴェルが大宰相府を襲撃し、クーデターで政権を掌握した。統一派は、自派から大宰相を擁立し、入閣したタラト、ジェマル、エンヴェルの3名が政府を牛耳る三頭政治体制が成立した。
統一派による政権は、第一次世界大戦の敗北により、三頭政治体制が崩壊するまで続いた。敗戦後の1918年に、統一派は党の解散を決定し、党幹部は海外に亡命した。国内では、スルタンメフメト6世と、自由連合党勢力が政権を握り、旧統一派勢力の一掃を開始した。

### 祖国解放戦争期の政党活動
第一次世界大戦の敗北により、連合国軍によるオスマン帝国の分割占領が決定すると、大戦中の英雄であるムスタファ・ケマルは、各地域で発生した抵抗運動をまとめ、「アナトリア・ルメリ権利擁護委員会」（Anadolu ve Rumeli Müdafaa-i Hukuk Cemiyeti）を結成し、オスマン帝国の領土保全と連合国軍への抵抗を呼びかけた。1919年の総選挙で選出されたオスマン帝国議会もこれに同調し、1920年1月にオスマン帝国の領土保全を謳う「国民誓約」(Misak-ı Millî)を採択した。
1920年3月に首都イスタンブールを占領した連合国軍の圧力を恐れたメフメト6世政府は、議会を解散し、抵抗運動の沈静化を図った。これに対して、ケマルは、1920年4月に旧オスマン帝国議会の議員と権利擁護委員会メンバーからなるトルコ大国民議会をアンカラで開催した。大国民議会はケマルを議長に選出し、イスタンブールのスルタン政府から独立した政府を成立させたため、トルコは、イスタンブールとアンカラの二重権力状態になった。
ケマルは、アンカラ政府の中枢から旧統一派勢力を排除すると共に、人民社会主義党、トルコ共産党を結成し、勢力を拡大しつつあった左派勢力を壊滅に追い込み、祖国解放戦争の主導権を握った。
アンカラ政府は、連合国軍との戦いを優勢に進め、1923年7月に連合国との間にローザンヌ条約を締結して、アナトリアの領土を確保した。同年11月にはスルタン制が廃止され、トルコ共和国が建国された。

### 一党制期の政党活動
トルコ共和国の建国が宣言された1923年11月には、祖国解放戦争を主導して、独裁的な権力を握ったムスタファ・ケマルの支持組織として、「人民党(Halk Fırkası)」が設立された。人民党は、祖国解放戦争期にケマルの支持母体となった、トルコ大国民議会の「権利擁護グループ」を起源とし、戦後の1923年に行われた総選挙で、「第二グループ」と呼ばれた反対派勢力を一掃して、ケマル政権を支える翼賛勢力となった。
人民党は、1924年のカリフ制廃止に合わせて、共和人民党（Cumhuriyet Halk Fırkası）に改称した。直後に旧人民党の反主流派であるキャーズム・カラベキル、ヒュセイン・ラウフ、アドナン博士、アリ・フアトらが進歩主義者共和党（Terakkiperver Cumhuriyet Fırkası）を結成した。共和人民党主流派はこれに動揺し、事態はイスメト内閣の総辞職と、アリ・フェトヒ内閣の成立に発展した。しかし、クルド人シェイフ・サイトの反乱に対する強攻策を唱えたイスメトが首相に復権すると、1925年に反乱対策を口実に治安維持法が制定され、進歩主義者共和党も解散に追い込まれた。1926年には、ケマルの暗殺未遂事件が発覚し、これをきっかけに反対派は一斉に政界から追放され、共和人民党による一党独裁体制が確立した。
ケマル自身は反対派を排除しつつも、一党独裁体制の弊害を理解しており、1930年には体制内野党として、自らの腹心のアリ・フェトヒを党首とする自由共和党（Serbest Cumhuriyet Fırkası）を設立したが、同党への支持が高まり、政権批判の受け皿となる兆候を見せると、年内に解散させられた。

### 複数政党制への移行と民主党政権の成立
1938年にケマル・アタテュルクが死去し、イスメト・イノニュが第2代大統領に就任したが、イノニュは国家資本主義的政策を志向し、共和人民党の終身党首として、一党独裁制を維持し続けた。
しかし、第二次世界大戦中に中立を維持するための準戦時体制が続き、国民の不満が蓄積していくと、イノニュ政権は、国民の不満の爆発を恐れ、1945年に複数政党制の導入を決定した。
1946年1月7日には、共和人民党非主流派議員で、党執行部から除名処分を受けたアドナン・メンデレス、フアト・キョプリュリュらを中心に、民主党（Demokrat Partisi）が結成された。
民主党は、アタテュルクの下で首相を務めたジェラル・バヤルを党首として、同年の総選挙に参加し、450議席中62議席を獲得。さらに、1950年の総選挙では、農村の保守的な有権者の支持を集めて、共和人民党を破って、単独過半数を獲得し、メンデレスを首相とする民主党政権が発足した。
民主党は、1950年代の3回の総選挙で一貫して単独過半数の議席を獲得し、政権を掌握した。しかし、首相のメンデレスが独裁的な傾向を見せる一方で、経済政策に対する失敗について、党内外から批判を受けるようになり、1960年5月27日に軍部のクーデターにより、民主党政権は崩壊した（5月27日クーデター）。

### 第二共和政期の政党活動
1960年の軍事クーデターにより、民主党は解散処分となり、首相のメンデレスが処刑されたほか、大統領のバヤル以下、多くの党幹部が有罪判決を受け、民政移管まで身柄を拘束され続けた。
翌1961年の民政移管により実施された総選挙では、イノニュ率いる共和人民党が総選挙で第一党となったが、旧民主党支持者により設立された公正党が第二党となった。公正党は、その後1960年代に実施された2回の総選挙で議会第一党勢力となり、1971年まで党首スュレイマン・デミレルの下で長期政権を維持した。
1970年には公正党内の対立により、フェッルフ・ボズベイリらのグループが公正党を離党し、民主党（Demokratik Parti）を結成、公正党政権は求心力を削がれることになった。1971年には、公正党政権の指導力不足を指弾する軍部の圧力により、デミレル政権は総辞職に追い込まれる事件が発生し、公正党は政権党から脱落した（「書簡によるクーデター」）。
1970年代に実施された2回の総選挙では、中道左派（Ortanın Solu）に党の路線を左傾化させた共和人民党と、中道右派の公正党の2大政党が、議席を争ったが、いずれも単独で過半数の議席を獲得することはできなかった。このため、国民救済党、民族主義者行動党、共和信頼党等の中小政党が政局のキャスティング・ボートを握り、共和人民党のエジェヴィトと、公正党デミレルの間で短期間に政権交代が繰り返される不安定な政局が発生した。
1970年代の政党政治家は、経済政策や国内治安対策に有効な施策を取ることができなかったため、軍部はこれを政党政治の限界として捉えて、軍事クーデターの敢行を決意した。1980年には、任期満了を迎えたコルテュルク大統領の後任を議会が選出できず、政局は行き詰まりを見せた。しばしば連立政権の与党となった国民救済党は、アタテュルク以来の国是である世俗主義に公然と異議を唱え、コンヤで示威行為を行ったため、軍部はこれを口実にして、1980年9月12日に軍事クーデターを敢行した（9月12日クーデター）。

### 第三共和政期の政党活動
1980年の軍事クーデターにより全ての政党は解散処分となり、首相のデミレル以下、主要な政治家は拘束されて、政治活動を禁止された。1983年の民政移管時に行われた総選挙では、軍部は民族主義者民主党を設立して、議会での影響力確保を図ったが、クーデタ前の主要4政党（共和人民党、公正党、国民救済党、民族主義者行動党）から参加者を集めたトゥルグト・オザルの祖国党が国民の支持を集めて単独過半数の議席を獲得し、オザル政権が発足した。
1980年代に行われた2度の総選挙では、祖国党が単独過半数の議席を獲得し、オザルの長期政権が実現したが、1980年代半ばには、クーデター前の主要政党が、名前を変えてほぼ復活し、トルコ政局は、再び他党乱立の様相を呈するようになった。こうした傾向は、1987年の国民投票で、クーデターで政治活動を禁止された旧政治家の公職追放が解除され、エジェヴィト、デミレル、エルバカン、テュルケシら旧政治家が公式に復権したことで強まった。
中道左派勢力は、旧共和人民党の右派が、1983年に人民主義党を設立し、総選挙で第二党となる議席数を確保しており、イスメト・イノニュの子エルダル・イノニュを中心とした旧共和人民党左派も、1984年に社会民主党を設立し、両党は、1985年に合流して、社会民主人民主義党となった。一方、元首相のエジェヴィトはこれに対抗して旧共和人民党左派を率いて民主左派党を設立、中道左派勢力は分裂した。
中道右派勢力も、公正党の後継政党である正道党の党首にデミレルが復帰し、祖国党との間で支持勢力を奪い合う対立が生まれた。一方、旧国民救済党、旧民族主義者行動党の支持者も、1983年には、それぞれ福祉党、保守党を設立し、党勢を再び拡大していった。
1991年の総選挙では、正道党が第一党となったものの、祖国党、社会民主人民主義党、福祉党の4政党が議席を分け合い、指導的な政党が現れない不安定な政局が発生した。当初は、イスラーム系政党である福祉党を排除した3党の組み合わせによる連立政権が続いたが、政権を担った3党の汚職事件が発覚し、3党の相互対立に対する国民の不信が深まると、消極的選択肢として、政権を担当していない福祉党に対する国民の期待が高まった。1995年の総選挙で、福祉党は議会第一党となり、大統領のデミレルは福祉党への組閣要請を余儀なくされた。
福祉党は、正道党との連立で、1996年に政権に就いたが、宗教勢力の伸張を警戒する軍部が国家安全保障会議を通して圧力を加え、わずか1年で内閣総辞職に追い込まれた。福祉党は世俗主義の侵犯を理由に起訴され、憲法裁判所判決により1998年に解党となった。福祉党議員の大半は、美徳党に移籍したが、美徳党にも2001年に解党判決が出たため、支持者は公正発展党と至福党に分裂することになった。

### 公正発展党の躍進
福祉党政権の後を受けて政権についた、民主左派党、民族主義者行動党、祖国党の連立政権は、金融危機に端を発した2000年末の大規模な経済危機に対処できず、国民の支持を失っていった。2002年の総選挙では、これら連立与党は最低得票率の10%を上回る票を確保できず、軒並み院外政党に転落した。これに対して、旧美徳党の改革派議員が結成した公正発展党は、「保守民主」(Muhafazakar Demokrat)を標榜し、中道路線にシフトすることで、保守票を幅広く集めることに成功した。公正発展党は、単独過半数の議席を獲得して圧勝したほか、左派票を民主左派党から奪った共和人民党も第二党として復権した。
2007年には、大統領選挙に公正発展党のギュルが立候補したことをめぐり、公正発展党と、世俗主義の擁護を唱える軍部、共和人民党が対立したため、7月に解散総選挙が実施された。公正発展党は再び単独過半数を維持した一方、共和人民党、民族主義者行動党以外の政党は議席を獲得できなかった。2007年の総選挙では、無所属として立候補したクルド系の民主社会党（Demokratik Toplum Partisi）候補が20議席を獲得し、クルド系政党として初めて議会内に一定勢力を確保した。

## 主要政党の沿革
1923年以降、首相を輩出した主要政党6党の沿革は以下の通り。
| 政党名           | 沿革 |
| ---------------- | --- |
| 共和人民党       | 人民党（1923年に設立）→共和人民党（1924年に党名変更、1980年クーデターで解散）→人民主義党（1983年に再興）、社会民主党（1984年に再興）→社会民主人民主義党（1985年に人民主義党、社会民主党が合流）→共和人民党（1992年社会民主人民主義党から分裂）→共和人民党（1993年社会民主人民主義党と再合流） |
| 民主左派党       | 民主左派党（旧共和人民党左派メンバーを中心に1985年に設立） |
| 民主党           | 民主党（共和人民党の非主流派メンバーを中心に1946年に設立、1960年クーデターで解散）→公正党（1980年クーデターで解散）→正道党（1983年に再興）→民主党（2007年に党名変更） |
| 祖国党           | 祖国党（旧共和人民党、公正党、国民救済党、民族主義者行動党のメンバーを中心に1983年に設立） |
| 公正発展党       | 国民秩序党（1971年裁判所判決により解散）→国民救済党（1980年クーデターで解散）→福祉党（1998年憲法裁判所判決により解散）→美徳党（2001年憲法裁判所判決により解散）→公正発展党、至福党に分裂 |
| 民族主義者行動党 | 共和主義農民国民党（1958年に共和主義国民党とトルコ農民党が合併して成立）→民族主義者行動党（1969年に党名変更、1980年クーデターで解散）→保守党（1983年に再興）→民族主義者労働党（1985年に党名変更）→民族主義者行動党（1992年に党名変更）                                                        |

## 政党の一覧

### 現在活動中の政党
1946年以降の国政選挙に参加したことのある政党で、2008年12月現在も活動中の政党は以下の通り。
| 政党名                                      | 設立年         | 備考 |
| ------------------------------------------- | -------------- | --- |
| 公正発展党 Adalet ve Kalkınma Partisi       | 2001年8月14日  | 国民救済党、福祉党、美徳党を経て2001年に結成。保守政党。 |
| 祖国党 Anavatan Partisi                     | 1983年5月20日  | 1983年に結成の中道右派政党。 |
| 光明トルコ党 Aydınlık Türkiye Partisi       | 1998年11月27日 | |
| 独立トルコ党 Bağımsız Türkiye Partisi       | 2001年9月25日  | |
| 大統一党 Büyük Birlik Partisi               | 1993年1月29日  | |
| 共和人民党 Cumhuriyet Halk Partisi          | 1923年9月9日   | ケマル・アタテュルクが1923年に結成した世俗主義・中道左派政党。社会主義インターナショナル加盟。1980年クーデターにより解党後、人民主義党、社会民主党、社会民主人民主義党を経て、1992年に共和人民党の党名に復帰。 |
| 民主トルコ党 Demokrat Türkiye Partisi       | 1997年1月7日   | 2005年に自由変革党に改称。 |
| 民主左派党 Demokratik Sol Parti             | 1985年11月14日 | 1985年に旧共和人民党左派メンバーを中心に結成。中道左派政党。 |
| 民主社会党 Demokratik Toplum Partisi        | 1985年11月14日 | クルド系政党。1990年に社会民主人民主義党から分離した人民労働党に起源をもつ。憲法裁判所で解党判決の出た民主主義党、人民民主主義党を経て、1985年に民主社会党が結成。2007年総選挙では無所属で党員を擁立した。     |
| 労働党 Emek Partisi                         | 1996年11月26日 | |
| 青年党 Genç Parti                           | 2002年8月23日  | |
| 人民隆盛党 Halkın Yükselişi Partisi         | 2005年2月16日  | リベラル政党。世俗主義とイスラームの融和を標榜する。 |
| 労働者党 İşçi Partisi                       | 1992年3月2日   | |
| 自由民主党 Liberal Demokrat Parti           | 1995年9月18日  | |
| 民族主義者行動党 Milliyetçi Hareket Partisi | 1969年2月9日   | 1969年共和主義農民国民党から改称。1980年クーデターによる解党後、保守党、民族主義者労働党を経て、1993年に民族主義者行動党の党名に復帰。保守政党。                                                               |
| 自由連帯党 Özgürlük ve Dayanışma Partisi    | 1996年1月22日  | |
| 至福党 Saadet Partisi                       | 2001年7月20日  | 国民救済党、福祉党、美徳党を経て2001年に結成。保守政党。 |
| トルコ共産党 Türkiye Komünist Partisi       | 2001年11月9日  | |
| 郷土党 Yurt Partisi                         | 2002年3月14日  | |

### かつて存在した政党
1946年以降の国政選挙に参加したことのある政党で、現存しない政党は以下の通り。
| 政党名                                               | 設立年         | 解党年         | 備考 |
| ---------------------------------------------------- | -------------- | -------------- | --- |
| 公正党 Adalet Partisi                                | 1961年2月11日  | 1981年10月16日 | 1980年クーデターにより解党 |
| 平和党 Barış Partisi                                 | 1996年12月10日 | 1999年5月9日   | 親アレヴィ政党。1999年党大会で解散を決定。 |
| 統一党 Birlik Partisi                                | 1966年10月17日 | 1981年10月16日 | 1980年クーデターにより解党。 |
| 共和主義信頼党 Cumhuriyetçi Güven Partisi            | 1973年3月4日   | 1981年10月16日 | 国民信頼党から改称。1980年クーデターにより解党。 |
| 共和主義農民国民党 Cumhuriyetçi Köylü Millet Partisi | 1958年10月16日 | 1969年2月9日   | 共和主義者国民党とトルコ農民党が合併し1958年に結成。1969年に民族主義者行動党に改称。 |
| 共和主義者国民党 Cumhuriyetçi Millet Partisi         | 1954年2月12日  | 1958年10月16日 | 旧国民党支持者が1954年に結成した保守政党。トルコ農民党と合併し、1958年に共和主義農民国民党に改称。 |
| 変革トルコ党 Değişen Türkiye Partisi                 | 1998年2月24日  | 2002年3月3日   | 2002年に党大会で解散を決定。 |
| 民主主義平和党 Demokrasi ve Barış Partisi            | 1996年3月11日  | 2002年3月2日   | 2002年に権利自由党に合流。 |
| 民主党 Demokrat Parti                                | 1946年1月7日   | 1960年9月29日  | 1946年に共和人民党非主流派メンバーが離党して結成した中道右派政党。1950年代に政権与党となったが、1960年クーデターにより解党。トルコにおける中道右派勢力の源流として見られており、その後しばしば、同名の中道右派政党が結成された。 |
| 民主人民党 Demokratik Halk Partisi                   | 1997年10月24日 | 2005年11月19日 | 2005年に党大会で解散を決定。 |
| 民主党 Demokratik Parti                              | 1970年12月18日 | 1980年5月4日   | 公正党非主流派メンバーが1970年に結成。1980年クーデターを前に、党大会で解散を決定。 |
| 正道党 Doğru Yol Partisi                             | 1983年6月23日  | 2007年5月27日  | 旧公正党支持者が1983年に結成した中道右派政党。2007年に民主党に改称。 |
| 美徳党 Fazilet Partisi                               | 1997年12月18日 | 2001年6月22日  | 旧福祉党支持者が1997年に結成した保守政党。2001年に憲法裁判所判決により解党。 |
| 信頼党 Güven Partisi                                 | 1967年5月12日  | 1971年1月17日  | 1967年に共和人民党右派が離党し結成。1971年に国民信頼党に改称。 |
| 人民主義党 Halkçı Parti                              | 1983年5月25日  | 1985年11月3日  | 旧共和人民党支持者により1983年に結成。社会民主党と合併し、社会民主人民主義党に改称。 |
| 人民民主主義党 Halkın Demokrasi Partisi              | 1994年5月11日  | 2003年3月13日  | クルド系政党。2003年に憲法裁判所判決により解党。 |
| 自由党 Hürriyet Partisi                              | 1955年12月20日 | 1958年11月24日 | 1958年に党大会で解散を決定。 |
| 改革民主党 Islahatçı Demokrasi Partisi               | 1984年3月23日  | 1992年11月22日 | 国民党、大統一党と合併し国民党に改称。 |
| 国民党 Millet Partisi                                | 1948年7月20日  | 1954年1月27日  | 1948年に民主党右派が離党して結成した保守政党。1954年に裁判所判決により解党。 |
| 国民救済党 Milli Selamet Partisi                     | 1972年10月11日 | 1981年10月16日 | 旧国民秩序党支持者により、1972年に結成された保守政党。1980年クーデターにより解党。 |
| 民族主義者労働党 Milliyetçi Çalışma Partisi          | 1983年7月7日   | 1993年1月24日  | 旧民族主義者行動党支持者が1983年に結成した保守党が、同年に党名変更した保守政党。1993年に旧党名の民族主義者行動党に復帰。 |
| 民族主義者民主党 Milliyetçi Demokrasi Partisi        | 1983年5月16日  | 1986年5月4日   | 1980年クーデター後の民政移管時に、軍部の支援を受けて設立された保守政党。1986年に祖国党に合流し解散。 |
| 福祉党 Refah Partisi                                 | 1983年7月19日  | 1998年1月16日  | 旧国民救済党支持者が1983年に結成した保守政党。1998年に憲法裁判所判決により解党。 |
| 社会民主人民主義党 Sosyaldemokrat Halkçı Parti       | 1985年11月3日  | 1995年2月19日  | 1985年に人民主義党、社会民主党が合併して結成した中道左派政党。1995年に共和人民党に合流し解散。 |
| 社会主義権力党 Sosyalist İktidar Partisi             | 1992年11月6日  | 2001年11月9日  | 2001年に共産党と合併し、トルコ共産党に改称。 |
| 社会党 Sosyalist Parti                               | 1988年2月1日   | 1992年7月10日  | 1992年に憲法裁判所判決により解党。 |
| トルコ統一党 Türkiye Birlik Partisi                  | 1966年10月17日 | 1981年10月16日 | 1980年クーデターにより解党。 |
| トルコ労働者党 Türkiye İşçi Partisi                  | 1961年2月13日  | 1971年7月20日  | 1971年に裁判所判決により解党。 |
| トルコ農民党 Türkiye Köylü Partisi                   | 1952年5月19日  | 1958年10月16日 | 共和主義国民党と合併し、1958年に共和主義農民国民党に改称。 |
| 新民主運動 Yeni Demokrasi Hareketi                   | 1994年12月22日 | 1997年11月1日  | 1997年に平和党と合併。 |
| 新党 Yeni Parti                                      | 1993年10月7日  | 1997年11月21日 | 1997年に民主党に合流。 |
| 新トルコ党 Yeni Türkiye Partisi                      | 1961年2月13日  | 1973年3月19日  | 1973年に党大会で解散を決定。 |
| 新生党 Yeniden Doğuş Partisi                         | 1992年11月23日 | 2002年8月23日  | 2002年に青年党に改称。 |

## 政党制度
現行憲法体制下における政党活動は、1982年憲法および、1983年の民政移管時に制定された政党法（Siyasi Partiler Kanunu）により規定されており、政党の設立、解散要件のほか、党組織、財政活動、日常の政党活動について定められている。

### 政党の設立と解散
政党法では、政党の設立にあたり、以下の要件を満たすことを義務付けている。
- 政党設立時の内務省への届出
- 党本部のアンカラ設置
- 公務員、軍人等の政党所属禁止
- 国土の一体性の保全、世俗主義、アタテュルクに対する尊重義務
- 宗教・人種・言語的な差違に基づく分離独立主義や差別主義の標榜の禁止
- 共産主義、無政府主義、ファシスト、神権政治、国家社会主義、宗教・人種・宗派・地域の名称を含む党名の禁止

憲法および、政党法では、政党幹部の違法行為や、世俗主義の侵犯や分離主義の助長などがあった場合に、共和国検事総長、法務相が、憲法裁判所に政党の解散を提訴できるものとされている。過去には、共産主義を奉じるトルコ労働者党や、クルディスタン労働者党への支持を表明したクルド系政党の人民労働党、親イスラームの福祉党や美徳党などが憲法裁判所の判決により非合法化された。
こうした政党解散に関する法規定の運用は、その時々の体制側の政治的判断に任されているとされ、特に、司法界と密接な関わりをもつ軍の意向にしばしば左右される。
政党が選挙に参加するためには、投票日の6ヶ月前までに、全国の半数以上の県において各県内の3分の1以上の自治体に支部を開設した上に党大会を開催済みであるか、あるいは国会に会派を有していることが条件とされており、地方政党を設立しにくい制度となっている。

### 政党組織
政党法の規定では、政党組織は、党中央組織および、県組織（İl Teşkilatı）、郡組織（İlçe Teşkilatı）からなる党地方組織で構成される。
中央組織は、党を代表する党首（Genel Başkan）、および、党首の下で日常の党運営を行う党幹部会（Merkez Karar, Yönetim ve İcra Organları）、党の党紀違反を審理する中央党紀委員会（Merkez Disiplin Kurulu）から構成される。また、党首以下の党幹部の選出、および党綱領（Program）、党規約（Tüzük）の改訂を行う党の最高機関として党大会（Büyük Kongre）が規定されている。
多くの政党では、党首の補佐を行う、副党首（Genel Başkan Yardımcısı）、幹事長（Genel Sekreter）、国会院内総務（TBMM Grup Başkanı Vekili）、党出納役（Genel Muhasip）などの党幹部で構成される「党執行部」（AKP:Merkez Yürütme Kurulu, CHP:Merkez Yürütme Kurulu, MHP:Başkanlık Divanı等）を幹部会が選出し、実際の党運営を委任する例が多い。

### 政治資金
党の活動資金は、国政選挙で全国平均7％以上の得票率を得た党のみに支給される政党助成金の他、党費、議員歳費、党関連商品収益、党出版物収益、党主催パーティー収益、党所有物からの収益、寄付などによることが規定されている。